# Agata Sobczyk
Agata Sobczyk (ur. 8 sierpnia 1988 w Gostyniu) – polska ekonomistka i polityk, od 2023 wojewoda wielkopolski.

## Życiorys
Mieszkała w Skórzewie. Uzyskała licencjat z zarządzania przedsiębiorstwami, a następnie magisterium z biznesu międzynarodowego na Uniwersytecie Ekonomicznym w Poznaniu. Ukończyła także studia podyplomowe z zakresu zarządzania w City Institute w Sydney. Pracowała w placówkach dyplomatycznych w Sydney oraz Dublinie.
Zaangażowała się w kampanię prezydencką Szymona Hołowni, została przewodniczącą Stowarzyszenia Polska 2050 w województwie wielkopolskim. Dołączyła także do partii Polska 2050. W wyborach parlamentarnych w 2023 bezskutecznie kandydowała z listy Trzeciej Drogi do Sejmu. 28 grudnia tego samego roku została powołana na urząd wojewody wielkopolskiego, zastępując na tej funkcji Michała Zielińskiego.